# Zwevende remschijf

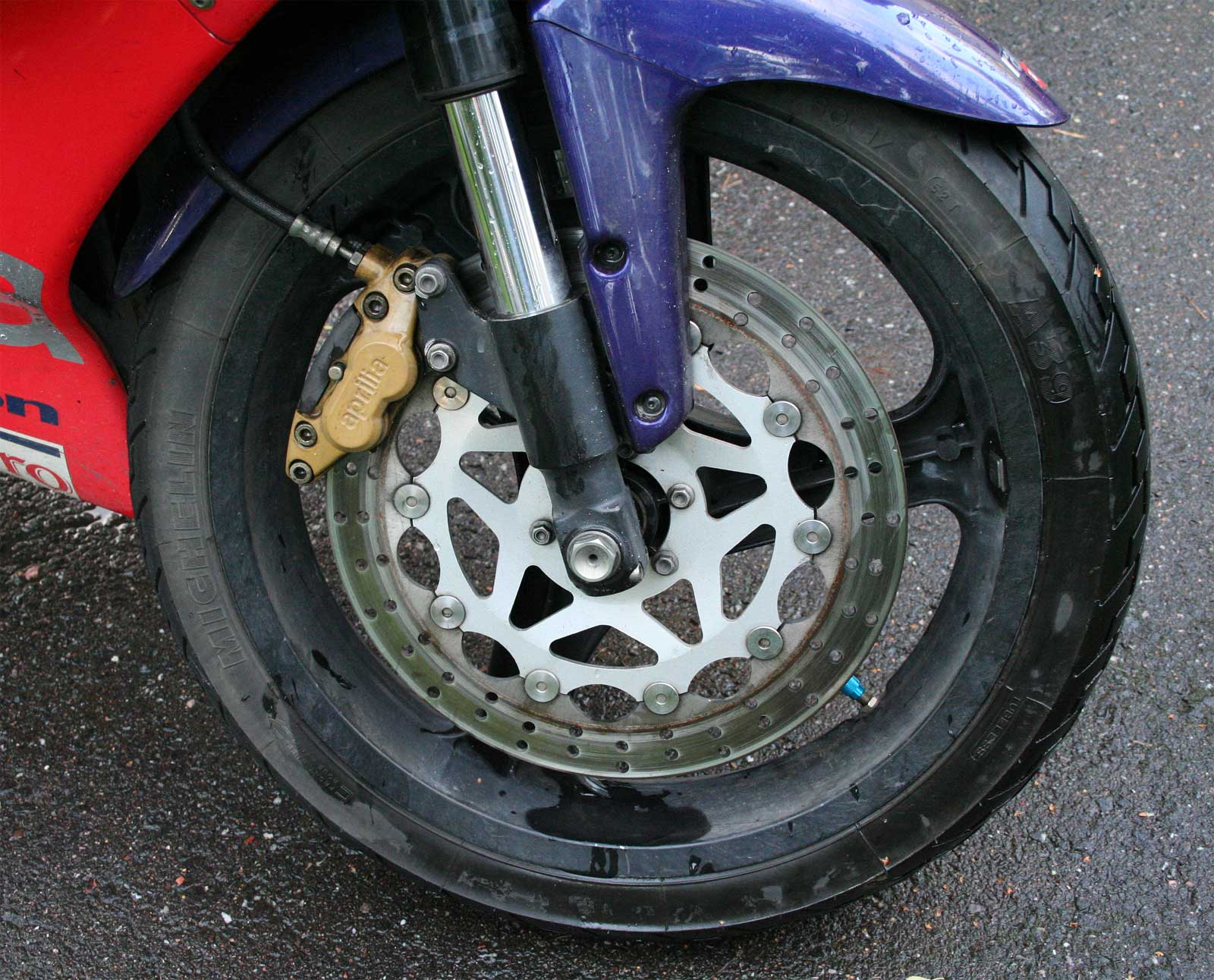
De busjes tussen de binnen- en de buitennaaf van deze remschijf verraden de "zwevende" ophanging

Een zwevende remschijf (of "floating disc") is een remschijf die bestaat uit twee delen, waarbij het gedeelte dat in contact komt met de remblokken enige zijdelingse speling heeft ten opzichte van het deel dat star aan de wielnaaf is gemonteerd. 
Dit zorgt ervoor dat zijdelingse krachten op de wielnaaf niet kunnen doorwerken naar de remblokken. Bij starre remschijven kunnen deze zijdelingse bewegingen ervoor zorgen dat de remblokken verder teruggedrukt worden dan nodig is om de rem vrij te laten lopen, zodat de rem niet meer direct aangrijpt. Enige speling in de ophanging van de remklauw en speling in de wiellagers ondervangt dit probleem. 
Daarnaast vangt de zwevende ophanging van de remschijven ook het krimpen en uitzetten door de grote temperatuurwisselingen op.